# ميكال كوياتكووسكي (دراج)
ميكال كوياتكووسكي (بالبولندية: Michał Kwiatkowski)‏ مواليد 02 يونيو 1990 في بولندا، هو دراج بولندي في صنف سباق الدراجات على الطريق. شارك في دورة الألعاب الأولمبية الصيفية.

## التصنيف
| السنة     | 2009 | 2010 | 2011 | 2012 | 2013 | 2014 | 2015 | 2016 | 2017 | 2018 | 2019 | 2020 | 2021 | 2022 | 2023 | 2024 |
| --------- | ---- | ---- | ---- | ---- | ---- | ---- | ---- | ---- | ---- | ---- | ---- | ---- | ---- | ---- | ---- | ---- |
| العالم    |      |      | -    | 48   | 23   | 16   | 26   | 46   | 6    | 16   |      |      |      |      |      |      |
| عالمي     |      |      |      |      |      |      |      | 67   | 8    | 17   | 72   | 38   | 93   | 142  | 115  | 374  |
| أوروبا    | 437  | 392  |      |      |      |      |      | 213  | 124  | 87   | 59   | 31   | 77   | 119  | 93   | -    |
| أمريكا    | -    | -    |      |      |      |      |      | 244  | -    | -    |      |      |      |      |      |      |
|           |      |      |      |      |      |      |      |      |      |      |      |      |      |      |      |      |
| مصدر: UCI |      |      |      |      |      |      |      |      |      |      |      |      |      |      |      |      |

== سباقات أو مراحل فاز بها ==
| التاريخ        | السباق                                                           | المركز                                                                   |
| -------------- | ---------------------------------------------------------------- | ------------------------------------------------------------------------ |
| 19 يوليو 2007  | 2007 European Road Cycling Championships Men U19 ITT             |                                                                          |
| 21 يوليو 2007  | 2007 European Road Cycling Championships Men U19 RR              |                                                                          |
| 01 يناير 2008  | 2008 UCI Road World Championships – Junior men's time trial      |                                                                          |
| 04 يوليو 2008  | 2008 European Road Cycling Championships Men U19 ITT             |                                                                          |
| 06 مارس 2011   | ثلاثة أيام فلاندرز الغربية 2011                                  |                                                                          |
| 31 مارس 2011   | ثلاثة أيام من دي بان 2011                                        |                                                                          |
| 26 أغسطس 2011  | تور دو بويتو-شارنتيس 2011                                        |                                                                          |
| 16 يوليو 2012  | طواف بولندا 2012                                                 | الثاني في التصنيف العام                                                  |
| 12 أغسطس 2012  | طواف إينكو 2012                                                  | الثامن في التصنيف العام                                                  |
| 17 فبراير 2013 | طواف الغارف 2013                                                 | الثاني في التصنيف العام                                                  |
| 12 مارس 2013   | تيرينو ادرياتيكو 2013                                            | الأول في تصنيف أفضل شاب، الرابع في التصنيف العام، الثامن في تصنيف النقاط |
| 01 يناير 2014  | 2014 سباق الطريق في بطولة العالم لسباق الدراجات على الطريق       |                                                                          |
| 01 يناير 2014  | تروفيو سيرا دي ترامونتانا 2014                                   |                                                                          |
| 23 فبراير 2014 | فولتا الغارف 2014                                                | الأول في التصنيف العام، الثاني في تصنيف الجبال، الثاني في تصنيف النقاط   |
| 08 مارس 2014   | ستراد بينك 2014                                                  | الأول في التصنيف العام                                                   |
| 12 أبريل 2014  | طواف إقليم الباسك 2014                                           | الأول في تصنيف النقاط، الثاني في التصنيف العام                           |
| 14 سبتمبر 2014 | طواف بريطانيا 2014                                               |                                                                          |
| 15 مارس 2015   | باريس-نيس 2015                                                   | الأول في تصنيف أفضل شاب، الثاني في التصنيف العام، الرابع في تصنيف النقاط |
| 19 أبريل 2015  | سباق أمستل الذهبي 2015                                           | الأول في التصنيف العام                                                   |
| 29 يناير 2016  | تروفيو بولينسا-أندراتكس 2016                                     |                                                                          |
| 30 يناير 2016  | تروفيو سيرا دي ترامونتانا 2016                                   |                                                                          |
| 25 مارس 2016   | إي ثري هاريل بيك 2016                                            | الأول في التصنيف العام                                                   |
| 04 مارس 2017   | ستراد بينك 2017                                                  | الأول في التصنيف العام                                                   |
| 18 مارس 2017   | ميلان-سان ريمو 2017                                              | الأول في التصنيف العام                                                   |
| 21 يونيو 2017  | سباق الطريق ضد الساعة للرجال في بطولة بولندا لسباق الدراجات 2017 |                                                                          |
| 29 يوليو 2017  | طواف سان سيباستيان 2017                                          | الأول في التصنيف العام                                                   |
| 18 فبراير 2018 | فولتا الغارف 2018                                                | الأول في التصنيف العام، الأول في تصنيف النقاط، الثاني في تصنيف الجبال    |
| 13 مارس 2018   | تيرينو ادرياتيكو 2018                                            | الأول في التصنيف العام، السابع في تصنيف النقاط                           |
| 10 أغسطس 2018  | طواف بولندا 2018                                                 | الأول في التصنيف العام، الأول في تصنيف النقاط، السادس في تصنيف الجبال    |
| 17 مارس 2019   | باريس-نايس 2019                                                  | الأول في تصنيف النقاط، الثالث في التصنيف العام                           |
| 10 أبريل 2022  | سباق أمستل الذهبي 2022                                           | الأول في التصنيف العام                                                   |
| 22 يونيو 2023  | سباق الزمن على الطريق للرجال في بطولة بولندا 2023                |                                                                          |
| 17 فبراير 2025 | كلاسيكا جيان بارايسو إنتيريور 2025                               | الأول في التصنيف العام                                                   |

## روابط خارجية
- ميكال كوياتكووسكي على موقع الاتحاد الدولي للدراجات (الإنجليزية)
- ميكال كوياتكووسكي على موقع أرشيف الدراجات (الإنجليزية)
- ميكال كوياتكووسكي على موقع إحصائيات الدراجات الإحترافية (الإنجليزية)
- ميكال كوياتكووسكي على موقع نسبة الدراجات (الإنجليزية)
- ميكال كوياتكووسكي على موقع CycleBase (الإنجليزية)
- ميكال كوياتكووسكي على موقع اللجنة الأولمبية الدولية (الإنجليزية)
- ميكال كوياتكووسكي على موقع أوليمبيديا (الإنجليزية)
- ميكال كوياتكووسكي على موقع اللجنة الأولمبية البولندية (مؤرشف) (البولندية)
- ميكال كوياتكووسكي على موقع AS.com (الإسبانية)